# نيكولاي بوبريكوف
نيكولاي إيفانوفيتش بوبريكوف (بالروسية : Николай Иванович Бобриков؛ سانت بطرسبرغ، 27 يناير 1839 - هلسنكي، 16 يونيو 1904) جنرال روسي و حاكم فنلندا العام في 1898-1904. اغتيل.
أصبح بوبريكوف ضابطا في جيش الروسي في عام 1858 وبعد ذلك خدم في منطقة كازان العسكرية و رئيس أركان فرقة في نوفغورود. أصبح عقيداً في عام 1869. تم نقله بعد سنة إلى مدينة سانت بطرسبرغ للقيام بمهام خاصة في الحرس الامبراطوري. وأدى هذا لوصول بوبريكوف إلى البلاط الإمبراطوري. في عام 1878 أصبح هو اللواء.